# Ingrid Silič
Ingrid Silič, slovenska pianistka in pedagoginja, * 8. april 1959, Bilje.
Študij klavirja je končala na Akademiji za glasbo v Ljubljani leta 1979 v razredu prof. Zdenke Novak.
Klavirsko igro je dve leti izpopolnjevala na moskovskem konzervatoriju P. I. Čajkovski pri prof. Teodorju Gutmanu, učencu legendarnega pedagoga H. Neuhausa. Zelo uspešno je koncertirala je po Sloveniji in v Italiji, najpomembnejši recital je imela v Torinu, kjer je izvajala Bachovo klavirsko literaturo. Igrala je tudi s Simfoniki RTV Slovenije in s Slovenskim komornim orkestrom.
Zadnja leta deluje kot pedagoginja na Glasbeni šoli Nova Gorica, kjer je vzgojila nekaj obetavnih mladih pianistov, ki so prejeli številne nagrade na različnih tekmovanjih doma in v tujini. Ingrid Silič je žena znanega ruskega klavirskega pedagoga Sijavuša Gadžijeva, njun sin pa je pianist Aleksander Gadžijev (Alexander Gadjiev). Je tudi sestra Nelide Nemec.